# Araneus russicus
Araneus russicus är en spindelart som beskrevs av Bakhvalov 1981. Araneus russicus ingår i släktet Araneus och familjen hjulspindlar. Inga underarter finns listade i Catalogue of Life.